# Angelino Soler
Pour les articles homonymes, voir Soler.
Soler  Romaguera est un nom espagnol. Le premier nom de famille, en général paternel, est Soler ; le second, en général maternel, souvent omis, est Romaguera.
 Angelino Soler Romaguera (né le 25 novembre 1939 à Alcàsser) est un coureur cycliste espagnol. Professionnel de 1960 à 1968, il a notamment remporté le Tour d'Espagne 1961, devenant le plus jeune vainqueur de l'épreuve à l'âge de 21 ans et 168 jours.

## Palmarès

### Palmarès amateur
- 1959
  - Tour de Lleida :
    - Classement général
    - 2e et 6e étapes

  - Circuito de la Ribera de Jalón

### Palmarès professionnel
- 1960
  - 1re (contre-la-montre par équipes) et 4eb étapes du Tour du Levant
- 1961
  - Classement général du Tour d'Andalousie
  - Classement général du Barcelone-Madrid
  - Tour d'Espagne :
    -  Classement général
    - 6e étape

  - 3e du Campeonato Vasco Navarro de Montaña
- 1962
  - Tour d'Italie :
    -  Classement de la montagne
    - 3e, 16e et 18e étapes

  - Tour de Vénétie
  - 3e du Grand Prix de la Bicicleta Eibarresa
- 1963
  - 1re étape du Tour de Sardaigne
  - 2e du Tour de Catalogne
  - 4e du Critérium du Dauphiné libéré
  - 5e du Tour de Romandie
  - 5e du Grand Prix du Midi libre
  - 6e du Tour de France
- 1964
  - 2e étape du Grand Prix de la Bicicleta Eibarresa
  - 7e étape du Tour d'Italie
- 1965
  - 1re étape de la Subida a Arrate
  - 3eb étape du Tour du Sud-Est
  - 3e de la Subida a Arrate
- 1966
  - Tour du Levant :
    - Classement général
    - 3e étape

  - 1re étape du Tour de Majorque (contre-la-montre par équipes)
  - 2e de la Clásica a los Puertos
  - 9e du Tour d'Espagne
- 1967
  - 6e étape du Tour du Levant
  - 2e du Tour du Levant

### Résultats sur les grands tours

#### Tour de France
3 participations 
- 1962 : abandon (5e étape)
- 1963 : 6e
- 1965 : 22e

#### Tour d'Espagne
3 participations 
- 1961 :  Vainqueur du classement général, vainqueur de la 6e étape,  maillot amarillo pendant 2 jours
- 1966 : 9e
- 1967 : 11e

#### Tour d'Italie
2 participations
- 1962 : 12e,  vainqueur du classement de la montagne, vainqueur des 3e, 16e et 18e étapes
- 1964 : 17e, vainqueur de la 7e étape